# Feuerwehr Fürth
Die Feuerwehr der Stadt Fürth gliedert sich in eine Berufsfeuerwehr (BF) und zwölf Freiwillige Feuerwehren.

## Geschichte
Im Jahr 1847 gründete sich ein vom Magistrat genehmigter „Feuer-Lösch-Verein“. Ein Jahr später förderte der Industrielle J. W. Engelhardt die Bildung einer Feuerwehr stark: Am 1. März 1848 wurde eine „Feuerwehrkompagnie“ gebildet, die schon kurz darauf 60 Mitglieder zählte. Im September 1848 zeigten die Turner des damaligen Fürther Turnvereins im Rahmen eines Turnfestes im Weißengarten eine Feuerlöschübung mit einer „Feuerlöschmaschine“ aus der Engelhardt’schen Fabrik. Am Ende dieses Jahres wurden im Rathaushof drei Wasserspritzen aufbewahrt.
Im Jahr 1862 gründete sich die Freiwillige Feuerwehr Fürth.
Im Fürther Rathausturm hielten von Februar 1857 bis zum Jahr 1898 zwei Feuerwächter als Turmwache über Brände im Stadtgebiet Ausschau. Vor allem nachts wurde aus der Turmwächterkammer auf Brände geachtet. Die Richtung eines Brandes wurde durch Heraushängen einer Fahne, bei Nacht mit einer Laterne, angezeigt. Eine elektrische Alarmstation für die Feuerwehr im Rathaus der 1890er Jahre sorgte nun für Alarmierung, Sammeln im Rathaushof und Abrücken mit den dort gelagerten Geräten und Fahrzeugen. Nach Bezug der neuen Feuerwache am Helmplatz 1908 wurde die Feuerwache im Rathaus aufgelöst und dorthin verlegt.
Im Jahr 1872 wurde das Feuerwehrhaus in der Rednitzstraße 30 aufgestockt. Im Herbst 1967 wurde das Gebäude Opfer der Abrissarbeiten zur Gänsbergsanierung. Das Jahr 1954 brachte die Trennung der Freiwilligen Feuerwehr von der Berufsfeuerwehr. Zu diesem Zeitpunkt hieß sie „Stadtfeuerwehr“.

## Berufsfeuerwehr
Als Großstadt besitzt Fürth eine von sieben Berufsfeuerwehren im Freistaat Bayern. Mit ihrer Aufstellung im Jahr 1954 ist sie zugleich die erste nach dem Zweiten Weltkrieg eingeführte Berufsfeuerwehr Bayerns.
Im Jahr 2015 verfügt die Fürther Berufsfeuerwehr über 80 Beamte im feuerwehrtechnischen Dienst, die sich auf drei Wachschichten verteilen.

### Die Feuerwache

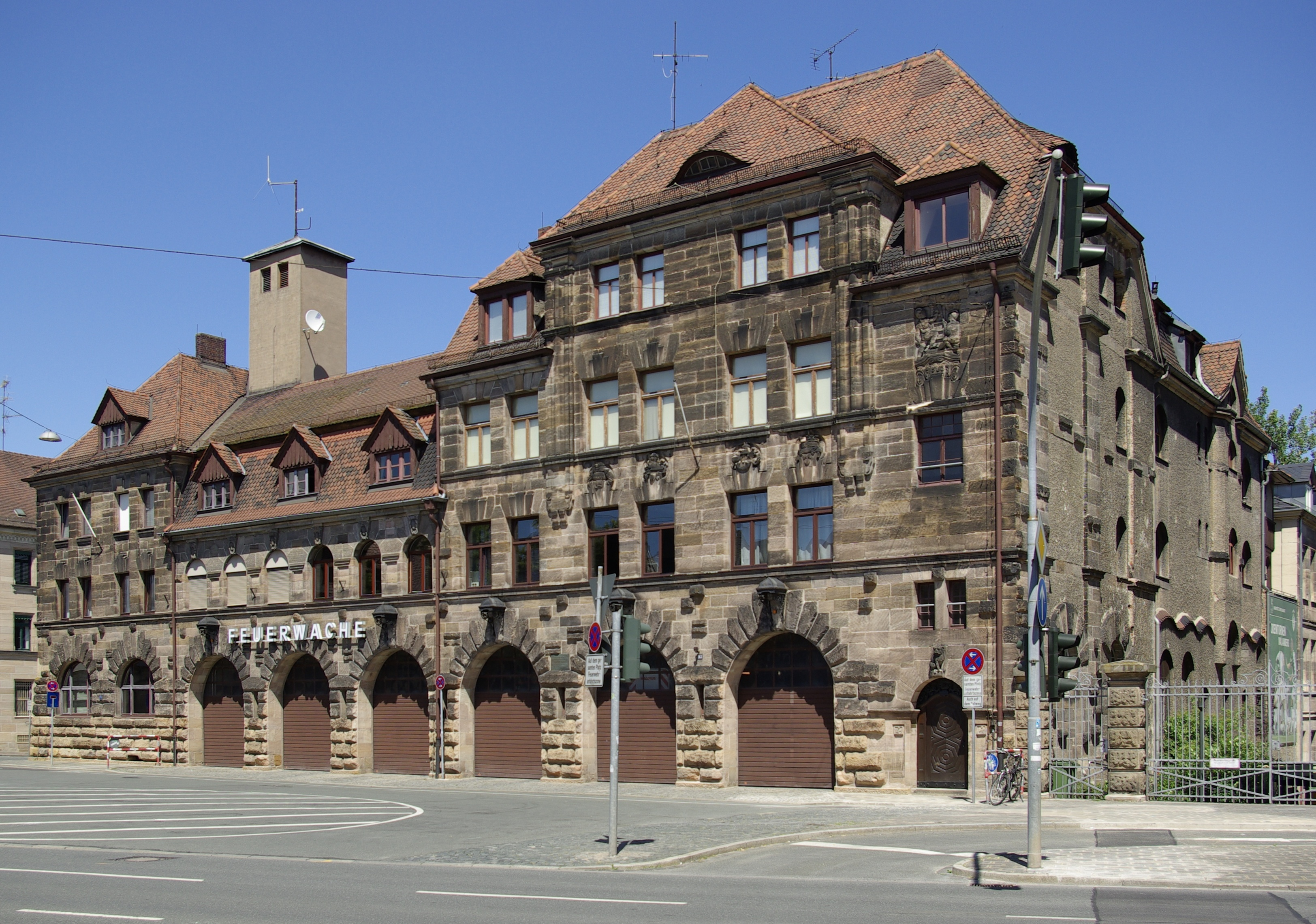
Feuerwache Fürth

Das Gebäude der Berufsfeuerwehr Fürth befindet sich am Helmplatz. Von der vorbeilaufenden Königsstraße aus sind die Hallentore zu sehen, hinter denen sich die Fahrzeuge des ersten Abmarsches befinden. Das Gebäude stammt aus dem Jahr 1914 und war für die Aufnahme von durch Pferde gezogenen Wägen gedacht, was heute den Umstand zur Folge hat, dass die Maschinisten beim Ein- und Ausrücken nur wenige Zentimeter Platz zwischen Fahrzeug und Hallenbogen haben. Das Gebäude steht mit Nr. D-5-63-000-650 unter Denkmalschutz. Die Einweihung der neuen Feuerwache in der Kapellenstraße 33 fand am 22. Oktober 2023 statt.
In dem Gebäude sind auch die Räume des Amtes für Brand- und Katastrophenschutz, die Kleiderkammer mit Schneiderei, die Funk- und Elektrowerkstatt, die Verwaltungsbüros und im Keller die Schlauchwerkstatt untergebracht. In einem Seitenflügel des Komplexes, der nachträglich angebaut wurde, sind die Wäscherei, die Kfz-Werkstatt und die Schlosserei zu finden.
Nachdem die Stadt das an den Wachhof angrenzende Eichamt aufgelöst hatte, bezog die Berufsfeuerwehr es als Nebengebäude und baute es den Bedürfnissen entsprechend um. Dort sind nun die Schreinerei, die Atemschutzwerkstatt sowie ein kleines Lager und Stellplätze für vier Kleinfahrzeuge  vorhanden. Im Untergeschoss befinden sich die Atemschutzübungsanlage und Fitnessgeräte für den Dienst- und Feuerwehrsport. Im Winterhalbjahr wird für die Sporteinheiten zusammen mit dem benachbarten Heinrich-Schliemann-Gymnasium der über der Fahrzeughalle des „Eichamtes“ gelegene Jugendstil-Turmsaal genutzt.

## Freiwillige Feuerwehr
Die Freiwillige Feuerwehr (FF) der Stadt Fürth besteht aktuell aus zwölf selbstständigen Einheiten, die jeweils eine Jugendfeuerwehr führen. Von diesen Feuerwehren befinden sich elf in den das Stadtgebiet umgebenden Stadtteilen. Die zwölfte Feuerwehr, die FF Fürth-Stadt, liegt im Innenstadtbereich nur wenige hundert Meter von der Wache der Berufsfeuerwehr entfernt. Zurzeit sind in den Einheiten 439 Aktive im Einsatzdienst, davon 30 Frauen. In den Zuständigkeitsbereich der FF gehören auch zwei Sonderheiten, die Unterstützungsgruppe örtliche Einsatzleitung (UGöEL) und der ABC-Zug Stadt Fürth. Beide Einheiten bestehen personell aus Aktiven der Feuerwehren der Stadt.